# Torreilles
Torreilles (en catalán Torrelles o Torrelles de la Salanca) 
Sus habitantes reciben el gentilicio de Torreillans en francés y de Torrellans en catalán.
Administrativamente, pertenece al distrito de Perpiñán, al cantón de Saint-Laurent-de-la-Salanque y a la Communauté d'agglomération Perpignan Méditerranée.

## Geografía
Torreilles se ubica en el litoral mediterráneo. Limita con Claira, Saint-Laurent-de-la-Salanque, Le Barcarès, Sainte-Marie y Villelongue-de-la-Salanque. Se enmarca en la comarca del Rosellón, en la región natural de la Salanque.
Los numerosos cursos de agua que atraviesan el municipio (entre los que destaca el arroyo Bourdigou) son un peligro para Torreilles en caso de inundaciones, pero también la práctica de la agricultura. Torreilles posee importantes huertos en los que se cultivan frutas (en especial albaricoques) y verduras (lechugas, alcachofas). Las zonas más secas se consagran a la vid.
Con frecuencia, la costa suele tener un carácter pantanoso, en especial en la zonas más meridionales de la comuna.

## Etimología
Fue mencionado bajo la forma Turrilias ya en el año 956. Pasó a llamarse Torrelles en el siglo XII. El topónimo proviene de las diferentes torres de defensa.

## Demografía
| 1 519 | 1 591 | 1 215 | 1 492 | 1 775 | 2 072 |
| Para los censos de 1962 a 1999 la población legal corresponde a la población sin duplicidades (Fuente: INSEE [Consultar]) |       |       |       |       |       |

## Lugares y monumentos
- Iglesia parroquial, dedicada a San Julián y a Santa Basilisa.

## Localidades hermanadas
- Torroella de Montgrí (desde 1989)